# Vest
VEST spol. s r.o. je český menší až střední rodinný podnik sídlící ve Zlíně. Byl založen v roce 1991, původně v Bohuslavicích u Zlína. Jeho hlavní činností je výroba trvanlivého slaného pečiva. Zaměstnává kolem 60 zaměstnanců a zaměstnankyň. Jednatelkou je Jana Večerková.

## Historie
Název značky Vest vznikl zkrácením sousloví „Večerkovy slané tyčinky“. Rodinný podnik vznikl v roce 1991 a zprvu se zabýval obchodní činností v oblasti cukrovinek. Zakladateli byli Jana a Stanislav Večerkovi, k nimž se přidali i další členové rodiny, Kamil a Daniela Večerkovi i rodiče Večerkovi, z nichž mužská část dříve pracovala v klasické pekárně. Od roku 1996 zahájil výrobu slaných tyčinek na výrobní lince v přízemí rodinného domu v Bohuslavicích u Zlína. Prvními produkty byly slané a sýrové tyčinky v sáčku a také tyčinky v papírové šestihranné krabičce. V roce 1997 začali dodávat své produkty do obchodního řetězce Kaufland. V roce 2000 se výroba přestěhovala do nového areálu na okraji Zlína, v Loukách. Výrobní program se postupně rozšiřoval o preclíky, různé krekry a ochucené tyčinky. Tehdy začal i vývoz na Slovensko. V roce 2004 firma zavedla a certifikovala systém analýzy rizika HACCP a začala vyvážet i do dalších zemí, nejprve prostřednictvím společnosti Grif do Itálie, dále do Polska, Maďarska a Bulharska. Od roku 2009 přišel také první export mimo země Evropské unie, a to do Ruska, následně do Albánie, Tchaj-wanu či Izraele. V roce 2011 byl výrobní závod rozšířen a firma přidala do svého sortimentu další nové produkty z listového těsta. K roku 2013 firma zaměstnávala 50 zasměstnanců a zaměstnankyň. Další růst umožnila mimo jiné v roce 2018 dotace Ministerstva průmyslu a obchodu z Operačního programu Podnikání a inovace pro konkurenceschopnost. Od roku 2019 díky ní došlo k dalšímu rozšíření o novou výrobní halu a nabídku o velké tyčinky Vestky XL či tenké preclíkové chipsy Precle. K roku 2020 pracovalo ve firmě 60 zaměstnanců a zaměstnankyň. V roce 2021 poprvé vyvezla své výrobky také do Spojených států amerických.

## Produkce
V roce 1996 firma upekla za rok zhruba 30 tisíc balení slaných tyčinek. V roce 2013 produkovala asi 80 druhů výrobků, jichž dodala celkem 12 milionů balení. K roku 2019 šel 40% podíl z výroby na export. K roku 2021 firma upekla ročně více než 17 milionů balení slaného pečiva, z toho šlo 30 % na export.

## Ocenění
V dubnu 2021 značka získala ocenění Czech Superbrands 2021.